# Vroeg socialisme
Vroeg socialisme of utopisch socialisme is het vroege socialisme met utopieën van een gerechte ideale staat, vroege vormen van collectief eigendom en socialistische bewegingen en theorieën, die tussen het einde van de 18e eeuw en 1848 zijn ontstaan. Bekende vroege socialisten waren Henri de Saint-Simon, Robert Owen en Charles Fourier.
Karl Marx heeft de vroege socialisten als utopisch socialisme beschreven en zijn eigen leer wetenschappelijk socialisme genoemd. Volgens Marx was zijn idee van een klasseloze maatschappij met collectief eigendom (communisme) geen utopie, maar een noodzakelijke ontwikkeling die door Marx' wetenschappelijke studies werd bewezen.

## Voorgeschiedenis
Het is een oud idee dat er een collectief eigendom moet zijn, voor alle mensen toegankelijk is, dat de tegenstelling tussen arm en rijk opheft. Het kan worden gevonden bijvoorbeeld in het taoïsme en het jodendom. Ook bij de oude Grieken waren filosofen die een ideale staat zonder privé-eigendom bedachten, zoals door Plato in de Staat. In de Europese middeleeuwen waren er religieuze bewegingen met vergelijkbare ideeën.
Auteurs in het humanisme (16e eeuw) namen vaak de antieke voorbeelden weer op. Het bekendste werk over een ideale staat is Utopia van Thomas More uit het jaar 1516. Hij beschrijft een soort communisme als tegenbeeld van het Europees feodalisme. Maar de strenge hiërarchie op het eiland Utopia onderscheidt deze ideale staat nog altijd van latere socialistische ideeën. (Utopia is Grieks en betekent letterlijk geen plaats of nergens, het werd een algemeen begrip.)
In de 17e een 18e eeuw ontstond de beweging van de Verlichting, waarin het liberalisme zijn wortels vindt. De Verlichting benadrukt de gelijkheid van de mensen, tenminste als staatsburgers en voor de rechtbank. Een collectief eigendom eisen was voor vele liberale denkers een stap te ver, die werd voorbehouden aan de vroege socialisten.

## Bekende vroege socialisten
François Noël Babeuf (1760-1797) was waarschijnlijk de eerste auteur die het socialisme als staatsvorm wilde: hij stichtte tijdens de Franse Revolutie een conspiratieve vereniging. Hij had invloed op Louis Auguste Blanqui. Henri de Saint-Simon vond alleen mensen, die diensten verlenen en waren produceren, nuttige leden van de maatschappij en noemde de anderen (de adel, renteniers) onproductief.
De Duits-Joodse filosoof Moses Hess (1812-1875) stichtte de socialistische vleugel van het zionisme, de beweging die de joden naar Palestina wilde leiden. De Duitse econoom Karl Rodbertus (1805-1875) wordt als de grondlegger van het staatssocialisme gezien.

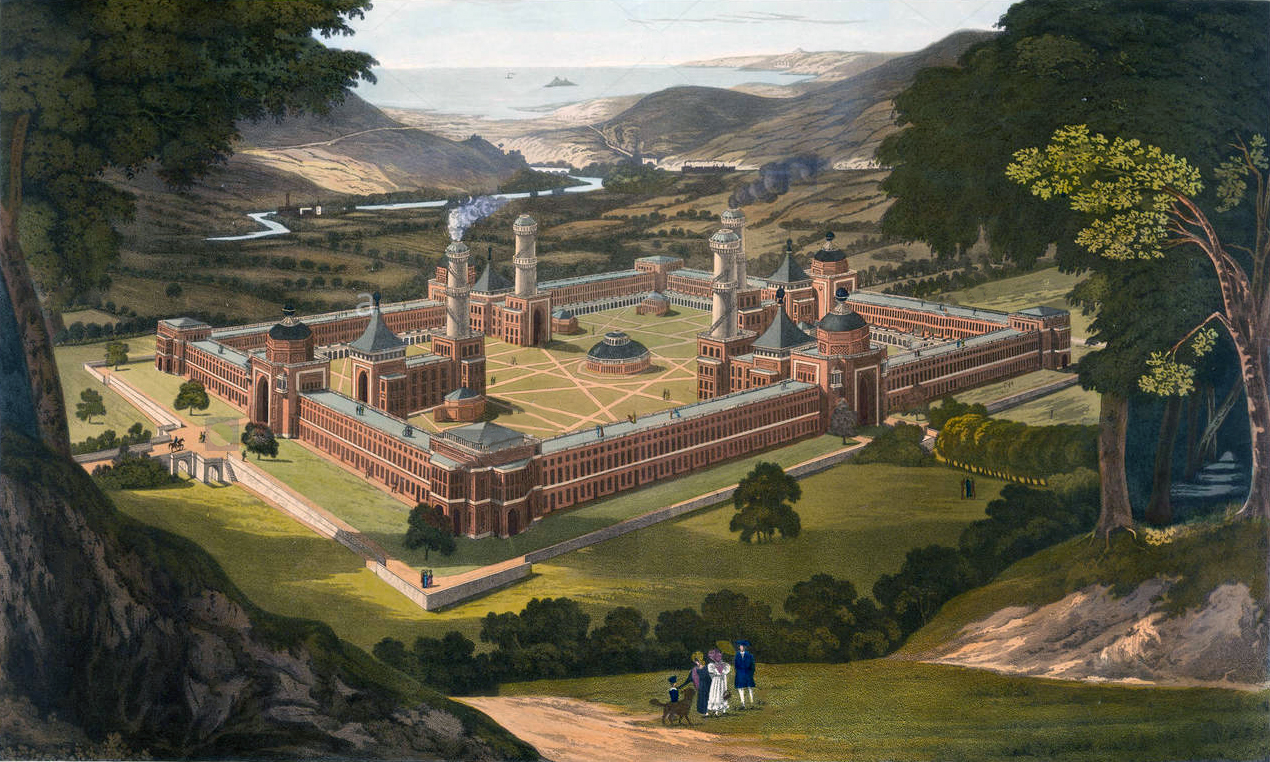
Colonie New Harmony van Robert Owen, tekening gedrukt in 1838

De bekendste Engelse vroege socialist was Robert Owen. Arm geboren werkte hij zich op tot ondernemer. Anders dan de meeste andere vroege socialisten was Owen niet alleen auteur. Hij beïnvloedde bijvoorbeeld de wetgeving die arbeiders moest beschermen en probeerde (zonder succes) een socialistische kolonie in Amerika te stichten.

## Marxisme
Volgens Walther Theimer was het vroege socialisme de belangrijkste onder de stromingen die invloed op Karl Marx had. Marx heeft deze stroming pas in de jaren 1840 in Parijs leren kennen.
Leszek Kołakowski schrijft dat de vroege socialisten de belangrijkste ideeën van Marx al hadden.

## Voetnoten
1. ↑  Walther Theimer: Der Marxismus. Lehre – Wirkung – Kritik. 8e druk, Francke, Tübingen 1985, p. 96.
2. ↑  Leszek Kołakowski: Die Hauptströmungen des Marxismus. Entstehung – Entwicklung – Zerfall. Piper, München 1977, p. 252/253.